# Église Saint-Martin de Ligré
Pour les articles homonymes, voir Église Saint-Martin.
L'église Saint-Martin de Ligré est une église paroissiale située dans la commune de Ligré, dans le département français d'Indre-et-Loire.
Cette église, datant des XIIe et XVe siècles, est partiellement reconstruite à la fin du XIXe siècle à la suite d'un incendie. Toutes les parties d'origine sont inscrites comme monument historique en 1962.

## Localisation
Au centre du bourg de Ligré, l'église a sa nef ouverte à l'ouest-sud-ouest et son chœur tourné vers l'est-nord-est.

## Histoire
L'église de Ligré apparaît sous la forme ecclesia de Ligro dans une charte de l'abbaye Notre-Dame de Beaumont-lès-Tours. Au XIIe siècle, cette église appartient à l'abbaye Saint-Paul de Cormery, tout comme le prieuré des Roches-Saint-Paul situé dans la même paroisse. Cette possession est confirmée par une bulle pontificale d'Alexandre III en 1180 citée dans le cartulaire de l'abbaye, et ses plus anciennes structures datent bien de cette période.
L'édifice est remanié au XVe siècle avec la reconstruction du clocher.
Le 2 août 1876, l'église est victime d'un grave incendie qui entraîne la reconstruction totale de sa nef, les autres parties de l'édifice étant préservées.
L'église, à l'exception de sa nef, fait l'objet d'une inscription comme monument historique par arrêté du 18 juin 1962.
Le mécanisme de l'horloge, installé dans le beffroi du clocher et datant de la première moitié du XXe siècle, est protégé comme monument historique en 1999.

## Description
L'église possède un plan classique en croix latine avec une nef, un transept et un chœur que termine une abside. Le clocher est élevé sur la croisée du transept.
La nef est moderne. Sa façade, percée d'un portail en arc brisé surmonté d'une rosace, est flanquée à ses deux angles de deux tourelles polygonales. Ses murs gouttereaux sont épaulés par des contreforts, plus massifs du côté méridional là où le sol est naturellement plus bas.
La croisée du transept possède, à chacun de ses angles, une forte pile supportant quatre arcades ainsi que le clocher construit au-dessus ; une coupole à huit pans sert de voûte à cette croisée. Chaque bras du transept est voûté en plein cintre et prend jour par une unique baie percée dans son mur terminal. De même, une absidiole est construite dans chacun des deux murs orientaux des bras du transept.
Le clocher s'élève au-dessus de la croisée du transept. Il date majoritairement du XVe siècle mais à sa base subsistent des maçonneries du XIIe siècle. Son étage de beffroi est percé de deux baies jumelles sur chacune de ses faces. Il se termine par une flèche en pierre sur plan octogonal ; cette flèche est décorée de pinacles à chacun des angles du beffroi et percée d'une lucarne sur trois côtés, le quatrième, tourné vers la nef, recevant une horloge.
Le chœur, d'une seule travée, se termine par une abside semi circulaire voûtée en cul-de-four et éclairée par une baie unique en plein cintre.

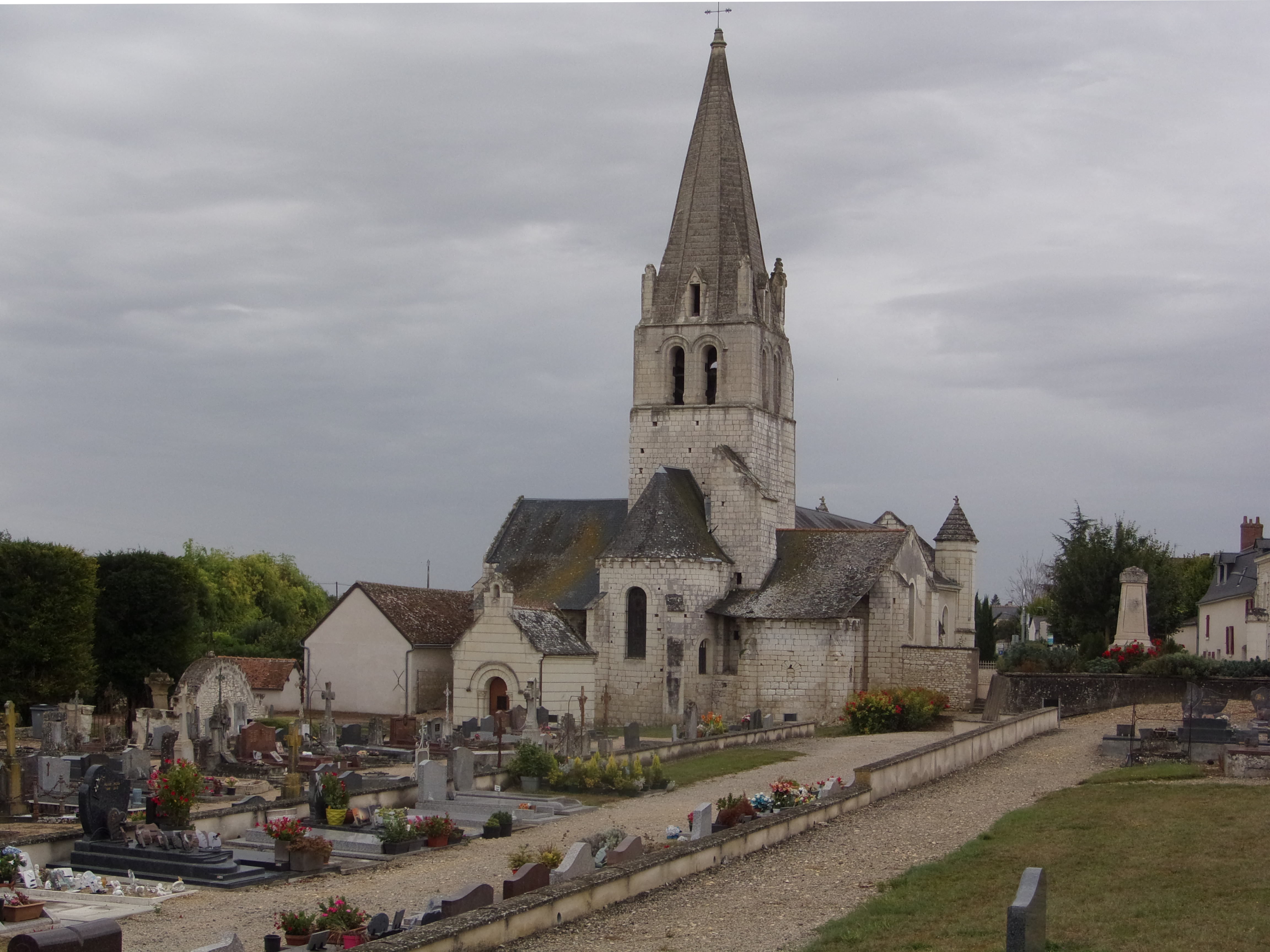
Vue générale de l'église et du cimetière.
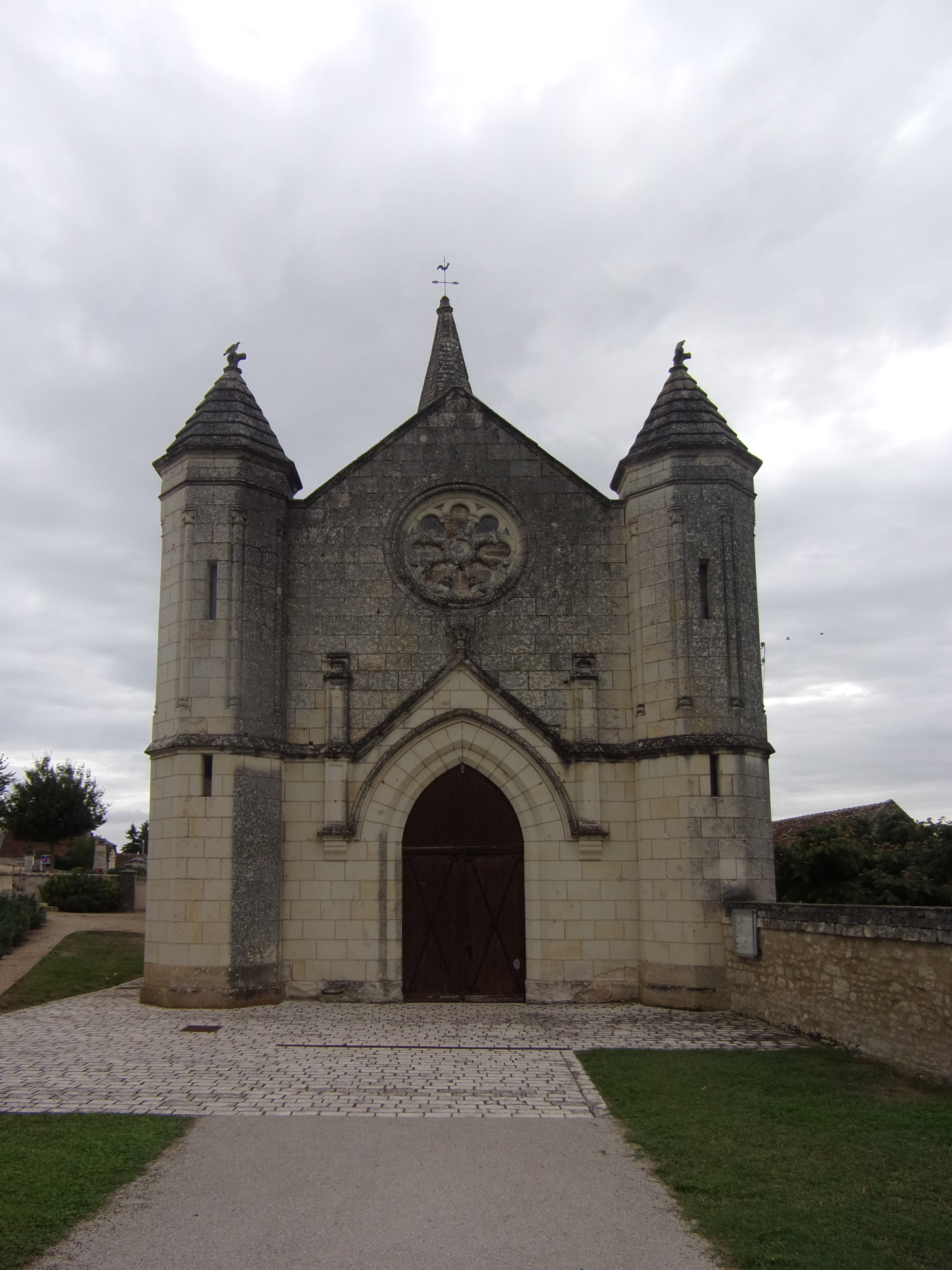
Façade occidentale.
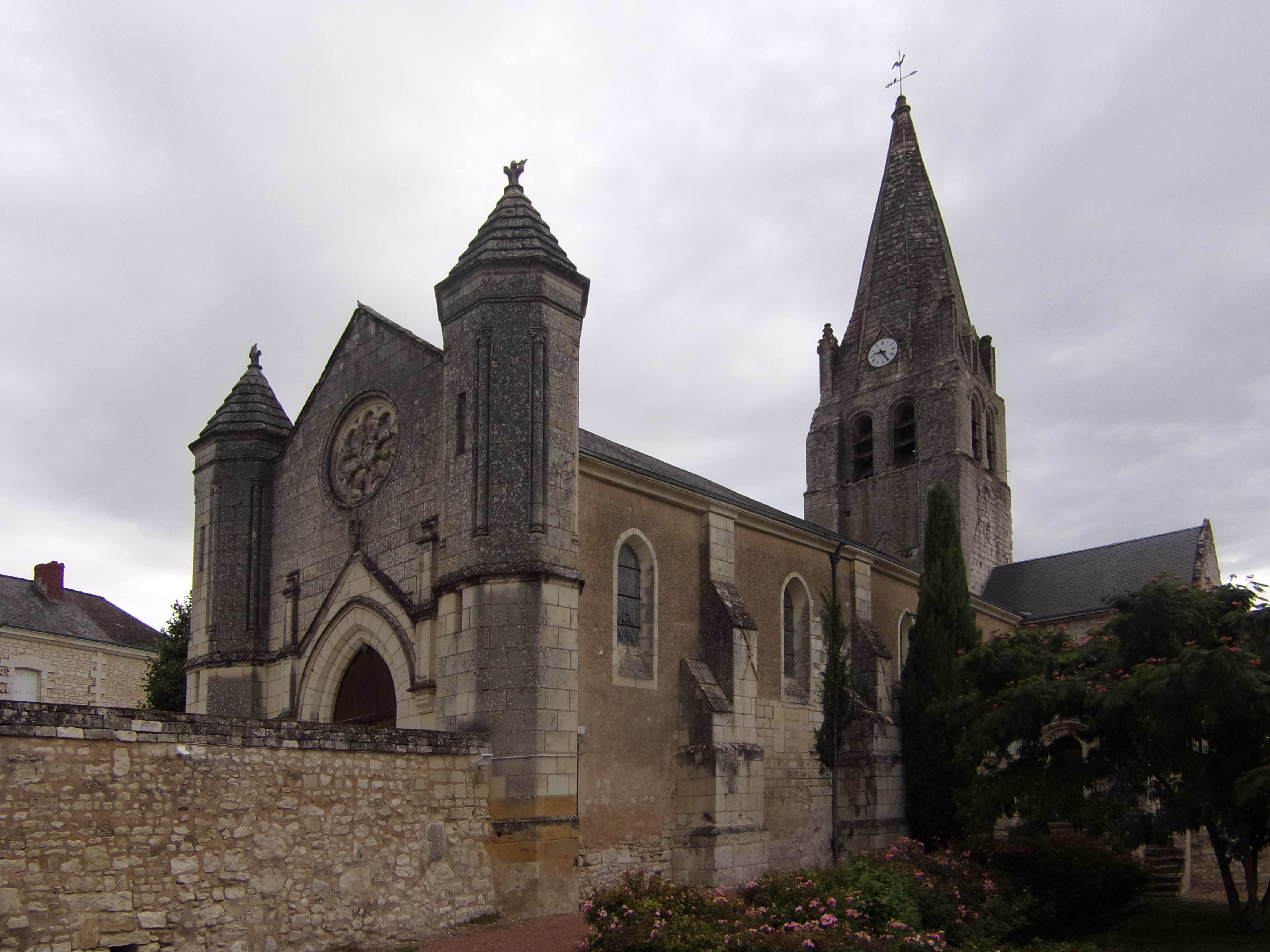
Nef vue du sud.
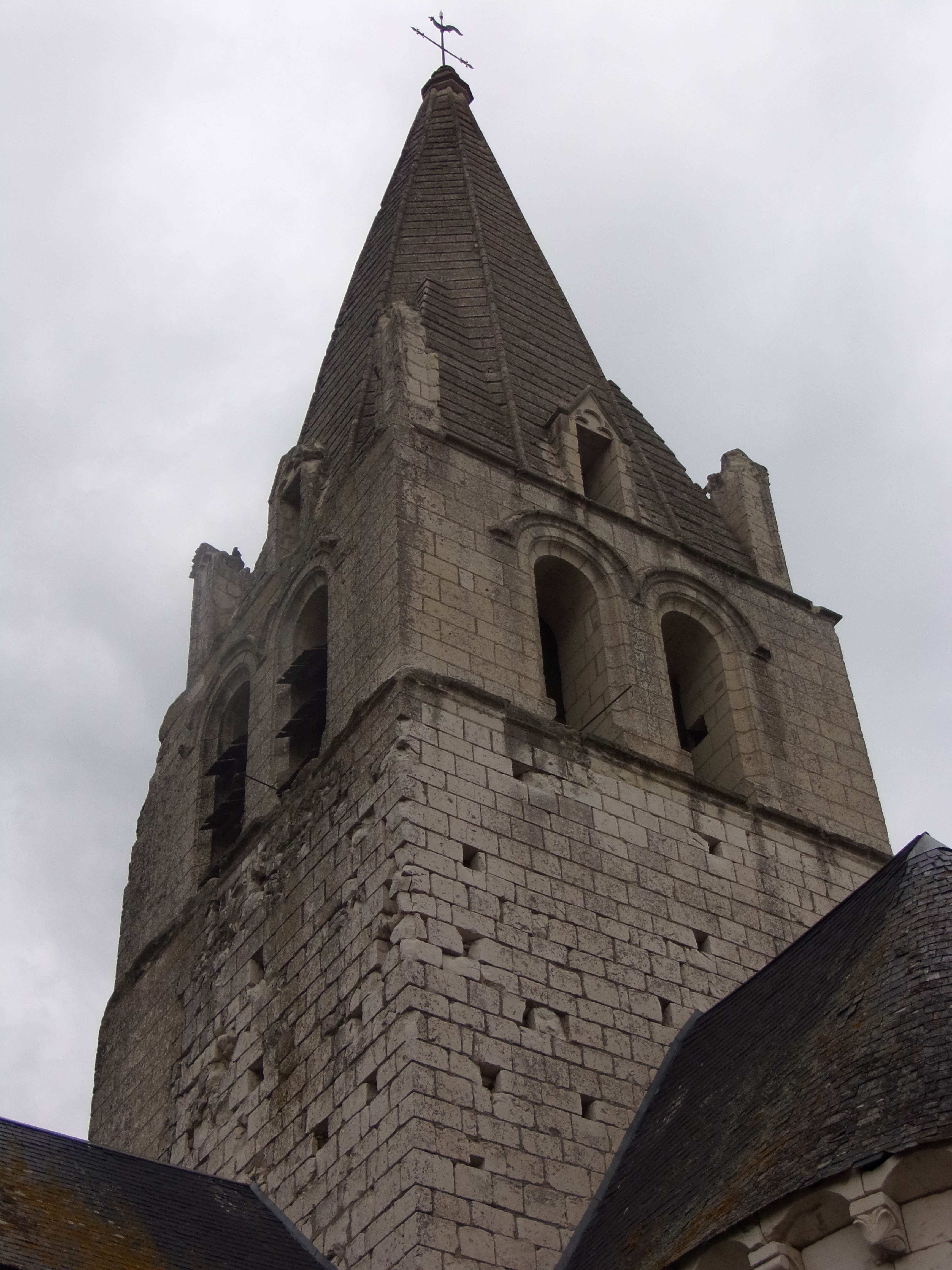
Vue rapprochée du clocher.
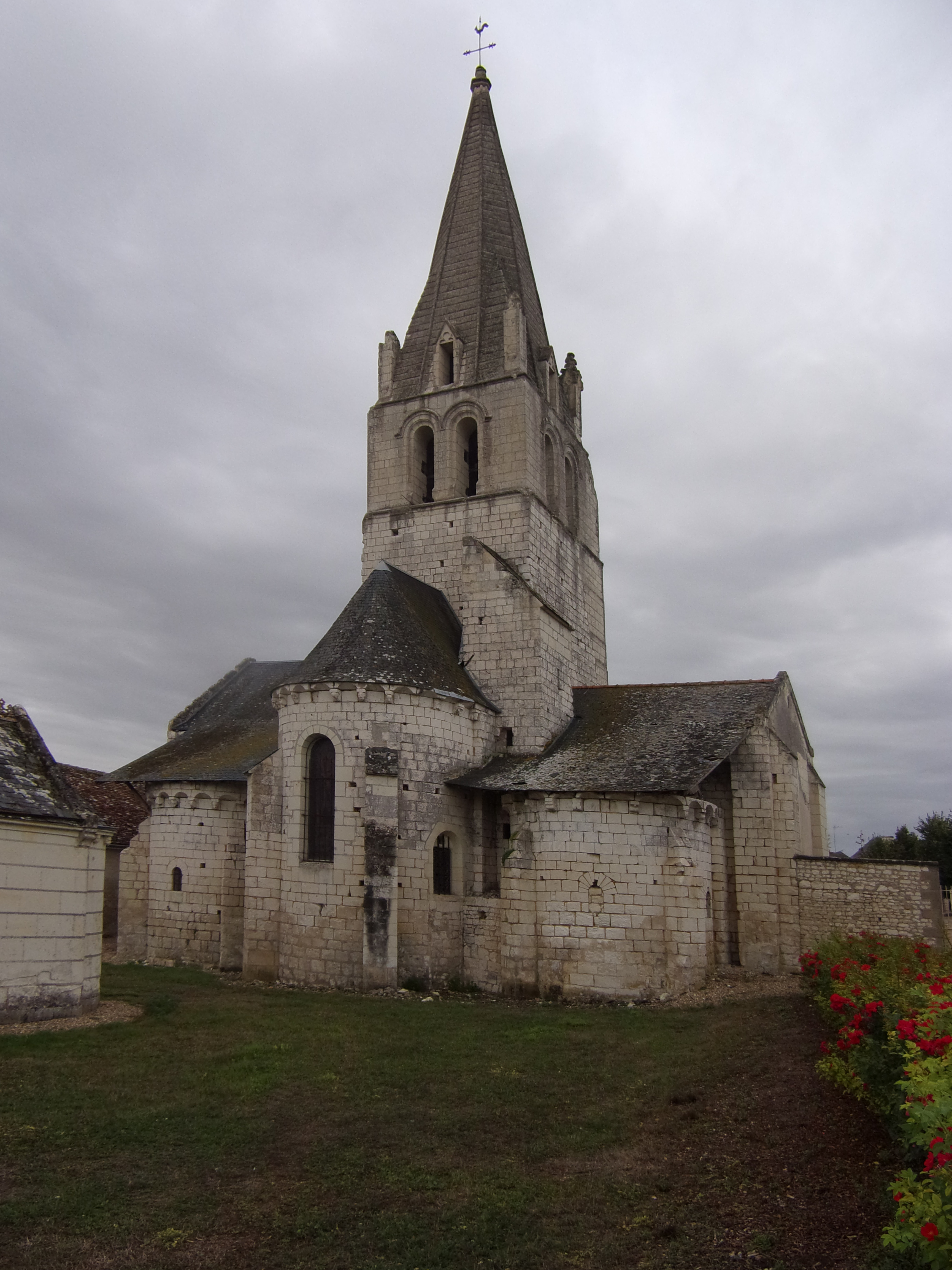
Chevet.

## Pour en savoir plus